# Borealopelta
Borealopelta markmitchelli
Genre
Espèce
Borealopelta est un genre fossile de dinosaures ornithischiens  appartenant à l'infra-ordre des ankylosauriens ainsi qu'à la famille des nodosauridés, ayant vécu vers la fin du  Crétacé inférieur (Albien), il y a environ 110 millions d'années dans ce qui est aujourd'hui la province de l'Alberta, au Canada,.
Le seul spécimen fossile découvert est dans un état de conservation exceptionnel pour un dinosaure. Ce dernier a conservé non seulement les ostéodermes constituant son armure, mais également les gaines de kératine et la peau qui les recouvrent. De la mélanine a ainsi pu être identifiée indiquant que la peau du dos de l'animal était de couleur brun-rougeâtre.
Le genre Borealopelta ne comprend qu'une seule espèce, Borealopelta markmitchelli, décrite par Caleb Brown et son équipe en 2017,.

## Étymologie
Le nom de genre Borealopelta est composé de deux mots du grec ancien « Boréas », « vent du nord » et « Péltê », « bouclier » pour donner « bouclier du nord ». Le nom d'espèce markmitchelli honore le technicien Mark Mitchell pour son travail remarquable de préparation du fossile.

## Description

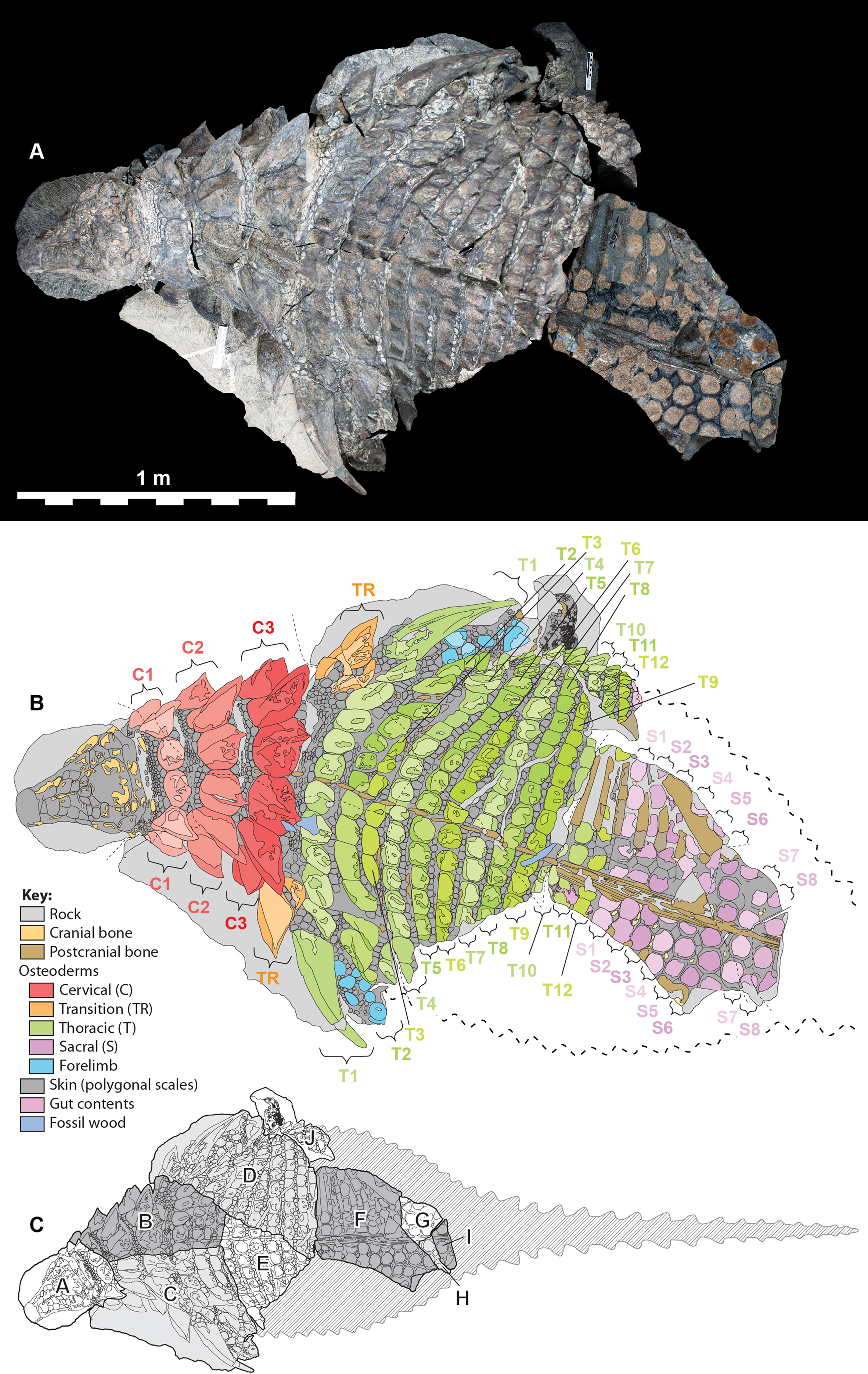
Photo et diagramme composite de l'holotype vu de dessus.
Les différents types de plaques osseuses sont colorées :
cou (en rouge), thorax (en vert), dont les deux épines des épaules notées T1, et zone sacrée (en mauve).

La conservation tridimensionnelle de ce dinosaure de grande taille est remarquable. Il présente une bonne partie du squelette articulé avec des tissus mous. Selon Don Henderson, du musée royal Tyrrell de paléontologie, l'animal devait faire dans les 5,5 mètres de long et peser 1,3 tonne. Il manque malheureusement les deux derniers mètres avec les pattes arrière et la queue de même qu'une partie du membre avant gauche. En revanche, la partie du bassin jusqu'à la tête ainsi que le pied droit sont parfaitement conservés. Bien que de nombreux petits dinosaures aient été conservés avec des traces de tissus mous et de la peau, ils sont généralement aplatis et comprimés pendant la fossilisation.
Le corps de Borealopelta a été transporté peu de temps après sa mort, probablement par un fleuve, jusqu'à la mer. Il semble alors avoir reposé sur le fond marin, ce qui a amené la moitié supérieure du corps à être rapidement ensevelie par les sédiments, la préservant ainsi d'une détérioration de ses tissus,.

### Crâne
Le crâne a une longueur de 36,3 centimètres pour une largeur de 33,5 centimètres.

### Armure
Un grand nombre d'ostéodermes, ces plaques osseuses dermiques avec une crête, qui constituent l'armure de l'animal, sont préservés. À la différence de ce que l'on observe sur la plupart des fossiles d'ankylosauriens, les ostéodermes sont ici encore en position les uns par rapport aux autres et montrent qu'ils forment un « blindage » quasi-continu. 172 d'entre eux ont pu être mesurés et étudiés en détail. Leurs formes sont très différentes, avec une taille variant de 5 à 30 centimètres de longueur.
Ils sont disposés en de nombreuses rangées étroitement espacées, situées sur le dos et le flanc de l'animal. Sur chacune des épaules une de ces plaques s'est transformée en une longue épine ou pointe en forme de corne qui mesure plus de 55 centimètres de long.

## Historique

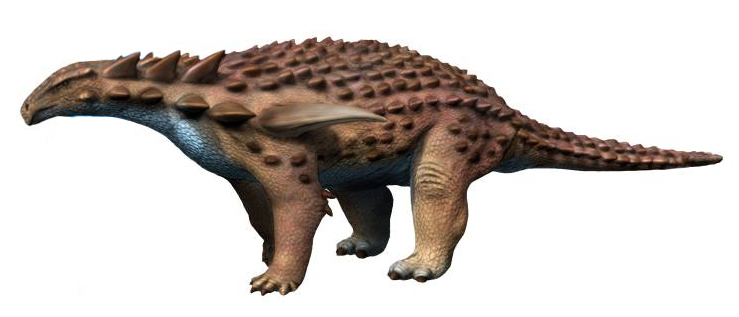
Reconstitution

Le fossile de Borealopelta a été découvert à la mine Millennium, à 30 kilomètres au nord de Fort McMurray. Cette carrière à ciel ouvert de sables bitumineux, propriété de Suncor Energy, transforme le bitume en pétrole brut synthétique. Le bitume dans ces dépôts provient de restes du plancton fossile et d'autres espèces marines ayant vécu au Crétacé dans la mer intérieure d'Amérique du nord appelée Voie maritime intérieure de l'Ouest qui s'étendait de l'océan Arctique au golfe du Mexique. Le fossile était piégé dans les sables et les argiles marins de la formation géologique de Clearwater qui se sont déposés durant l'Albien au Crétacé supérieur, il y a environ entre 112 et 110 Ma (millions d'années).
Le fossile a été découvert durant des travaux d'excavation dans la mine à ciel ouvert par Shawn Funk, un employé de Suncor, vers 13 h 30, heure locale, le 21 mars 2011. La nature inhabituelle des pièces du fossile a été immédiatement reconnue par Funk et son superviseur Mike Gratton qui a informé le musée royal Tyrrell de paléontologie, le Royal Tyrrell Museum. Le spécimen est devenu la propriété du gouvernement canadien, car en Alberta, tout fossile trouvé sur le territoire de la province devient propriété de celle-ci,. Le 23 mars, le scientifique du Royal Tyrrell Museum Donald Henderson et le technicien supérieur Darren Tanke ont examiné le spécimen s'attendant à découvrir un plésiosaure ou un autre reptile marin car aucun animal terrestre n'avait encore jamais été découvert dans les sables bitumineux auparavant. Aussi Henderson fut étonné de découvrir qu'il s'agissait en fait d'un ankylosaurien et non d'un reptile marin. L'animal s'est apparemment retrouvé en mer après sa mort. Après trois jours de formation sur la sécurité des mines, le personnel du musée et les employés de Suncor ont commencé à travailler pour extraire toutes les pièces du fossile de la colline, processus qui a pris quatorze jours au total.
Au moment de soulever le bloc de pierre contenant le fossile, celui-ci s'est brisé sous son propre poids en plusieurs morceaux. Le personnel du musée a finalement récupéré le spécimen en l'enveloppant de plâtre pour le transporter au musée royal Tyrrell, où le technicien Mark Mitchell a passé cinq ans (7 000 heures) à préparer le fossile pour son étude, parrainé par la Société National Geographic,,. Une fois ce travail terminé, il a été exposé au public le 12 mai 2017, dans le cadre de l'exposition « Grounds for Discovery » du musée royal Tyrrell de paléontologie, avec d'autres spécimens découverts dans le cadre d'activités industrielles.

## Paléobiologie

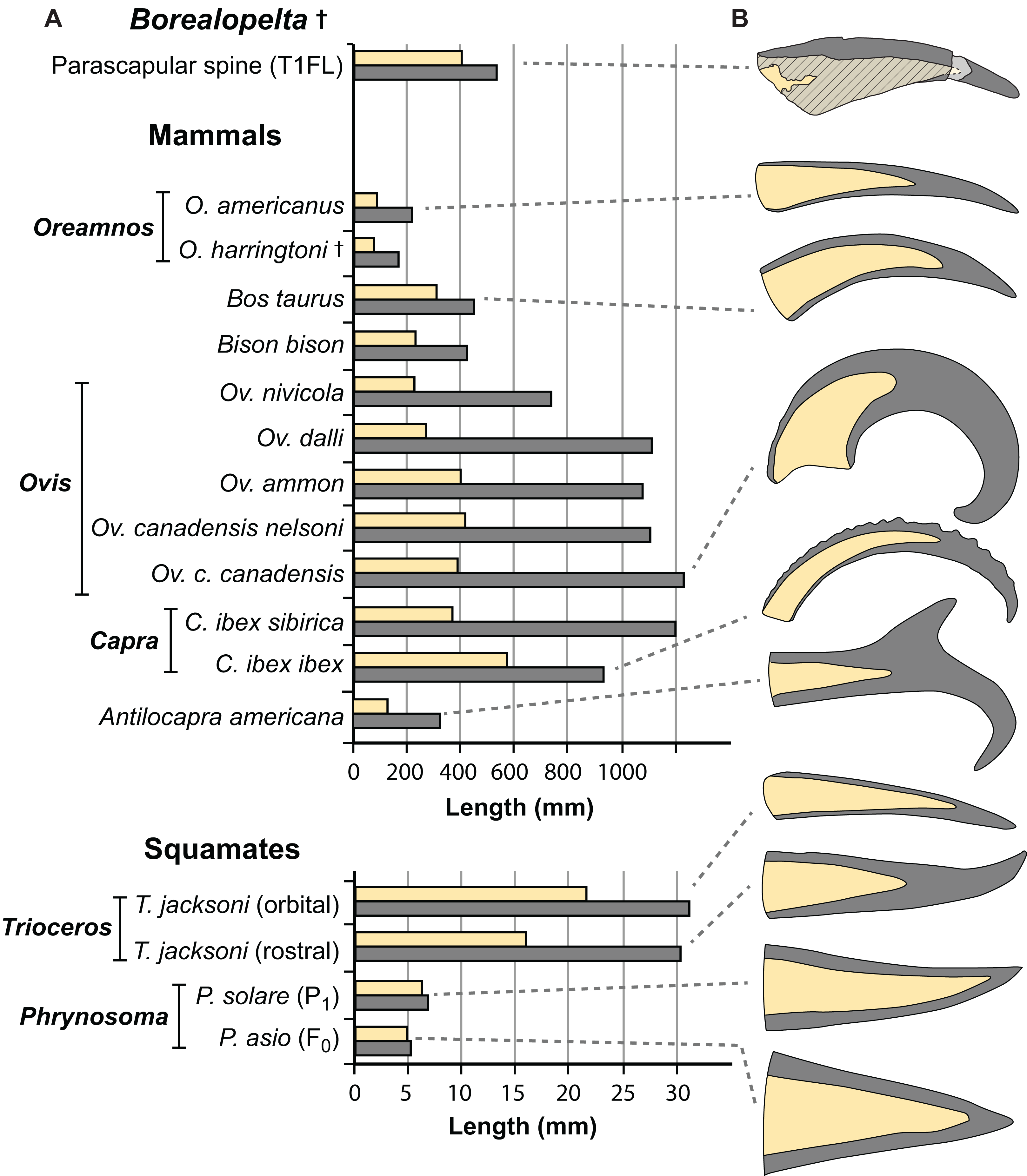
Comparaison des proportions d'os et de la gaine en kératine dans la composition des épines des épaules de Borealopelta avec celle d'espèces actuelles de mammifères et de reptiles squamates.

Des études au microscope électronique à balayage (MEB), par analyse dispersive en énergie et spectrométrie de masse ont été réalisés sur les restes de peau présents sur les ostéodermes. La spectroscopie de masse a montré la présence de mélanine dans ces résidus organiques sur les plaques du dos, tandis que les épines latérales sur les épaules ne présentait qu'une faible pigmentation. Les paléontologues en ont conclu que la peau du dos de l'animal était colorée par de la mélanine en brun-rougeâtre, même si aucun mélanosome n'a été préservé, tandis que ses flancs étaient plus clairs.
La coloration différentielle du dos est connue comme une technique de camouflage sous le nom d'ombre inversée qui permet aux animaux de contrebalancer les effets de l'ombrage et leur donne une apparence « plate » quand ils sont vus de côté.
Les prédateurs de Borealopelta étaient vraisemblablement de grands dinosaures théropodes qui recherchaient leurs proies principalement grâce à leur vue. Ainsi l'ombre inversée de Borealopelta pouvait lui fournir un camouflage assez efficace.
La présence de cette coloration de camouflage prouve que ces animaux, malgré leur taille imposante, étaient menacés par des prédateurs et non des « citadelles vivantes... pratiquement inattaquables... » pour reprendre l'expression, en 1914, du paléontologue américain Richard Swann Lull à propos des ankylosauriens.
Leur armure dorsale devait être utilisée à des fins défensives, plutôt qu'à une apparence particulière destinée aux parades nuptiales et à la reconnaissance intra-spécifique.
Les pointes portées sur les épaules devaient par contre avoir un double rôle à la fois de défense et de reconnaissance.

### Alimentation
La préservation exceptionnelle du fossile a permis l'analyse détaillée du contenu de son estomac. Des chercheurs ont pu ainsi déterminer que le dernier repas de cet animal se composait essentiellement de fougères d'une variété bien précise qui existe encore à notre époque. Quelques autres espèces de plantes ont aussi été retrouvées dont des feuilles de cycadales et des épines de conifères. Le contenu stomacal de l'animal était composé à 88% de feuilles et 7 % de tiges et de brindilles. L'étude a également permis d'y retrouver une grande quantité de charbon de bois et de fragments de plantes brûlés suggérant que ce spécimen s'était nourri dans une zone végétative qui avait subi un incendie quelque temps auparavant. Des gastrolithes étaient présents également. L'analyse des pollens a permis aux chercheurs de déterminer que la mort de l'animal est survenue à la fin du printemps ou au tout début de l’été.

## Classification
Brown et ses collègues placent Borealopelta dans la famille des Nodosauridae. Leur analyse phylogénétique les conduit à le considérer comme plus évolué que le genre type de la famille : Nodosaurus.
Dans leur cladogramme ci-dessous, Borealopelta se situe en groupe frère de Pawpawsaurus campbelli et proche d'Europelta carbonensis, les trois genres étant des nodosauridés de l'Albien, :
- Nodosauridae
  - 
    - Sauroplites scutiger
    - Mymoorapelta maysi
    - Dongyangopelta yangyanensis

  - 
    - Gastonia burgei
    - 
      - Gargoyleosaurus parkpinorum
      - 
        - Polacanthus foxii
        - 
          - Peloroplites cedrimontanus
          - 
            - Sauropelta edwardsi
            - 
              - Nodosaurus textilis
              - 
                - Tatankacephalus cooneyorum
                - 
                  - Silvisaurus condrayi
                  - 
                    - Animantarx ramaljonesi
                    - 
                      - Hungarosaurus tormai
                      - 
                        - Europelta carbonensis
                        - 
                          - Pawpawsaurus campbelli
                          - Borealopelta markmitchelli

                    - 
                      - 
                        - Struthiosaurus austriacus
                        - Stegopelta landerensis

                      - 
                        - Panoplosaurus mirus
                        - 
                          - Edmontonia rugosidens
                          - Edmontonia longiceps
                          - Denversaurus schlessmani